# Pels & Van Leeuwen

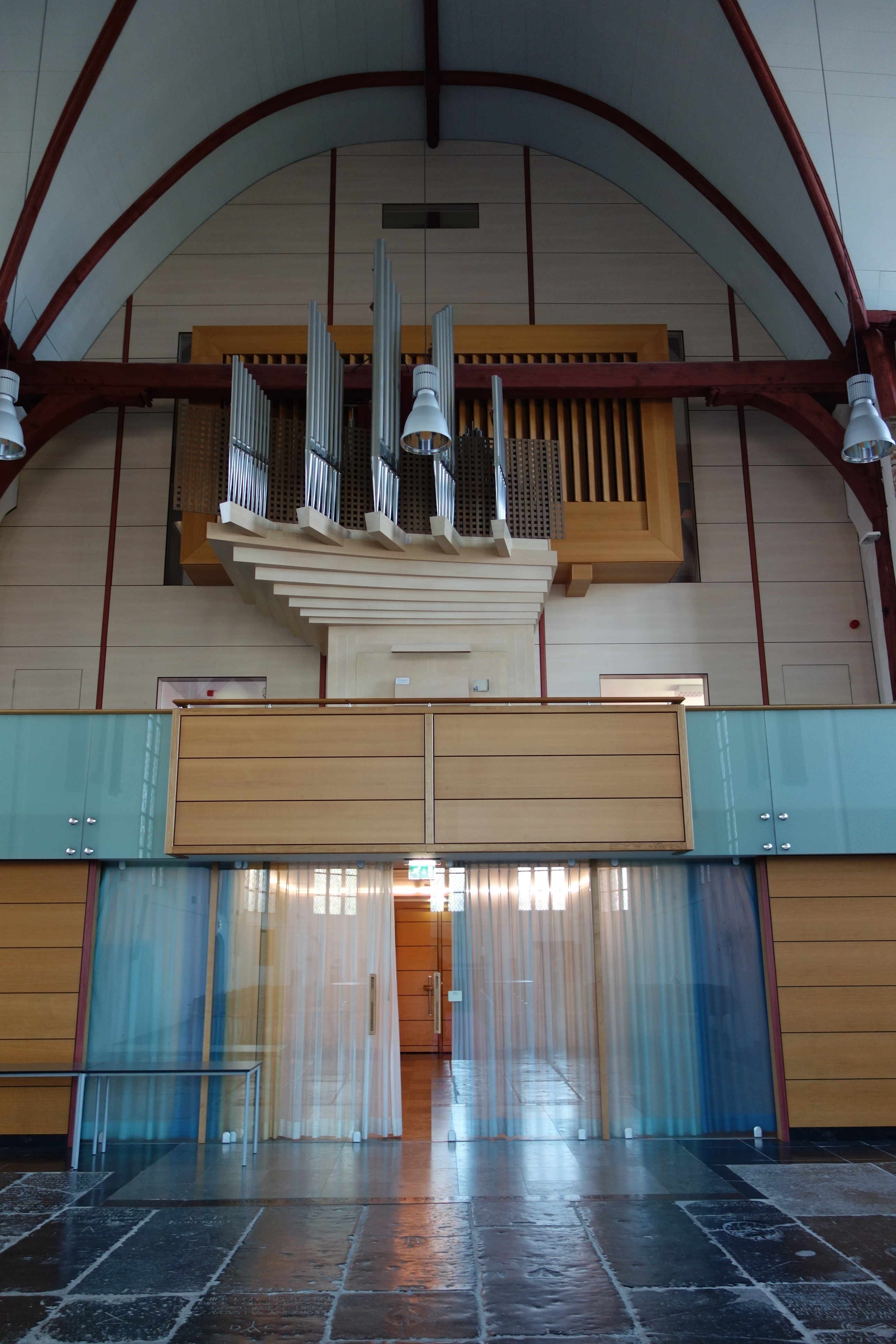
Pels & Van Leeuwen orgel uit 1994 in de protestantse kerk te Venhuizen

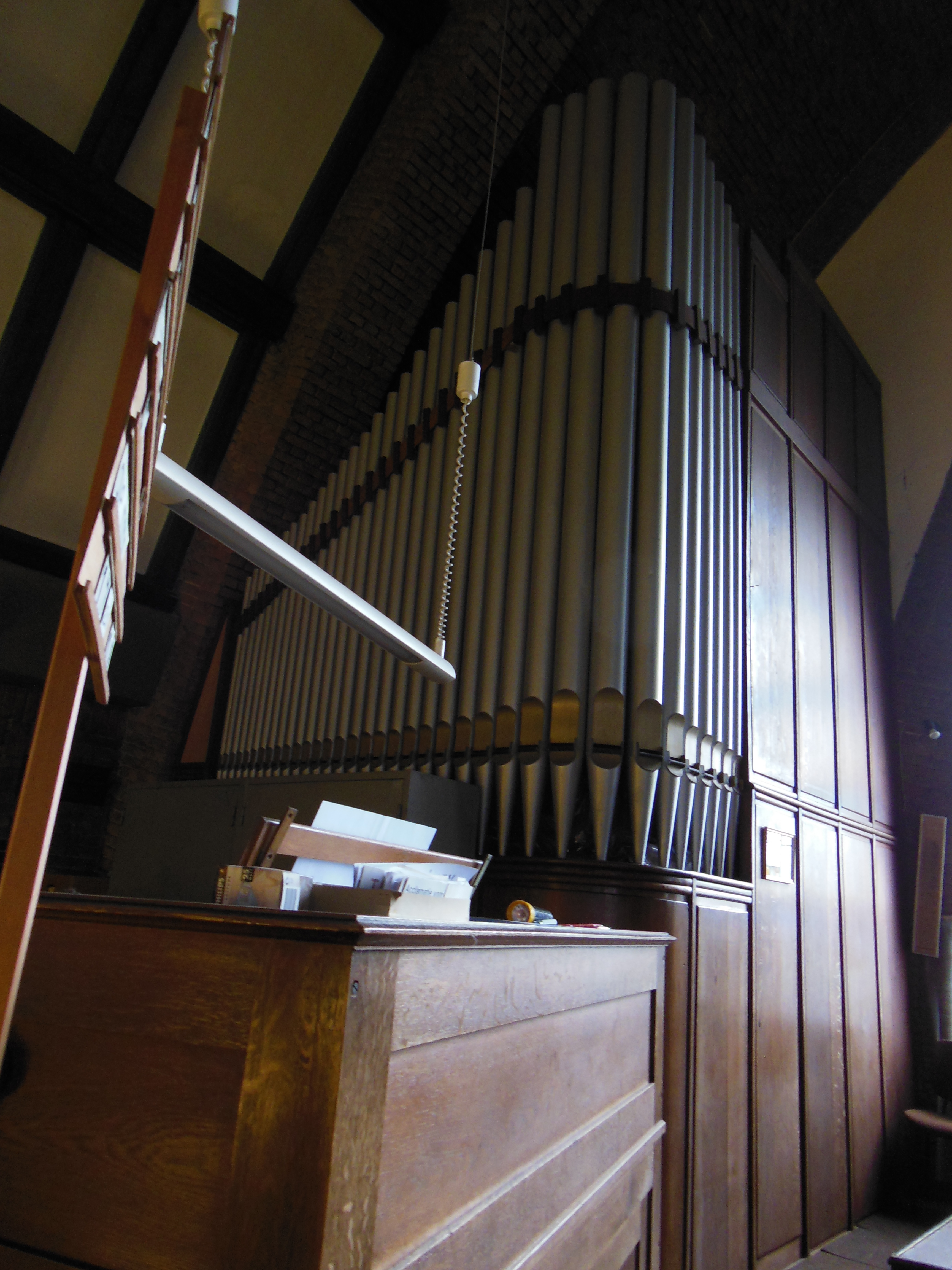
Rechterzijde en speeltafel van Valckx & Van Kouteren orgel uit 1928-1929 in de Sint-Josephkerk in Leiden

Pels & Van Leeuwen is een van oorsprong Alkmaars orgelbouwbedrijf dat zich in 1981 in 's-Hertogenbosch vestigde. In 2017 verhuisde het bedrijf binnen de gemeente naar de voormalige Bernadettekerk in Maliskamp (Rosmalen).

## Geschiedenis
Het bedrijf werd in 1903 opgericht door Bernardus Pels (1870-1933), die tot dan toe meesterknecht was bij L. Ypma & Co. Zijn zoon Anton Pels (1895-1960) bouwde het bedrijf uit tot een der grootste orgelbouwers van Europa onder de naam B. Pels & Zn. In 1959 werd de Rotterdamsche Electrische Kerk- & Concertorgelfabriek Valckx & Van Kouteren & Co.'s overgenomen.
De derde generatie was weer een Bernard Pels (1921-1996). Hij zette het bedrijf van zijn schoonvader, orgelmaker D'Hondt in Herselt, in 1962 voort onder de naam Pels D’Hondt. In hetzelfde jaar werd Rochus van Rumpt (1919-1996) mede-eigenaar van het Alkmaarse bedrijf, dat hij al vanaf 1952 vanuit 's-Hertogenbosch vertegenwoordigde voor Zuid-Nederland en België. In 1964 fuseerde het toen noodlijdende bedrijf met de orgelbouwfirma Willem van Leeuwen in Leiderdorp, die in 1903 was opgericht door Gerrit van Leeuwen. De firma ging verder onder de naam Pels & Van Leeuwen, nu te Alkmaar.
Onder leiding van Rochus van Rumpt ging het bedrijf in 1970 failliet. Hij zette de zaak voort vanuit de garage bij zijn woning te Gameren. In 1974 verhuisde het bedrijf naar een voormalig schoolgebouw, naast het markante witte kerkje wat vlak naast de A2 is gelegen, te Waardenburg. In 1979 deed zijn zoon Peter van Rumpt (1948) intrede in de zaak. In 1981 vestigde het bedrijf zich in 's-Hertogenbosch. Een monumentaal zorgcentrum, Sint-Jozefgesticht De Meerwijck in Orthen, werd omgebouwd tot een multifunctioneel centrum voor meerdere bedrijven waarin de familie Van Rumpt met de firma Pels & Van Leeuwen een belangrijke plaats innam. In 1990 werd dit pand weer verlaten en omgebouwd tot een appartementencomplex.
Later kwam de artistieke leiding in handen van Rochus van Rumpt jr. (1978) en de zakelijke kant bij Jacqueline van Rumpt (1984).
In januari 2017 vroeg directeur-eigenaar Peter van Rumpt het faillissement van de firma aan, maar een maand later werd een doorstart bekendgemaakt.
De firma heeft circa zestien medewerkers. Men specialiseert zich steeds meer in het restaureren van historische orgels, terwijl nieuwbouwprojecten meer en meer in het verre buitenland worden uitgevoerd (Verenigde Staten, Verre Oosten).

## Orgels gebouwd door Pels & Van Leeuwen of zijn voorgangers
Orgels van Pels & Van Leeuwen of zijn voorgangers zijn onder meer te vinden in het Orgelpark in Amsterdam en in de volgende kerken. Het bedrijf nummert zijn orgels op chronologische volgorde, als Opus #. Deze nummering is bekend van componisten die zo hun muziekwerken benoemen.

### In Nederland
- de abdij van Averbode
- de Gereformeerde kerk in Appingedam
- de kerk van Augsbuurt
- de Maria Virgo Reginakerk in Bennekom
- het Johannes de Deo-Westeinde Ziekenhuis in Den Haag
- de Goddelijke Verlosserkerk in Drachten
- De Oase in Drachten
- de Fontein in Drachten
- de Bethelkerk in Ede, zie orgels van de Bethelkerk in Ede
- de Evangelisch-Lutherse kerk in Ede
- de Sint-Antonius van Paduakerk in Ede
- de kerk van Fransum
- de Eben Haëzerkerk in 's-Gravenmoerse Vaart
- de Onze Lieve Vrouwe van Lourdes in Heiloo
- de Hervormde kerk in Kerkdriel
- de Dorpskerk in Leerbroek
- de Sint-Josephkerk in Leiden, zie orgel van de Sint-Josephkerk in Leiden
- de Sint-Petruskerk in Leiden
- de Sint-Nicolaaskerk in Lutjebroek
- de Sint-Martinuskerk in Makkum
- de Sint-Caeciliakerk in Neede
- de Hervormde Kerk in Nieuwendijk
- de Sint-Bavokerk in Raamsdonk
- de Antonius Abtkerk in Schaijk
- de Sint-Remigiuskerk in Schimmert
- de Baptistenkerk in Treebeek
- de Hervormde kerk in Veen
- de Nederlands Hervormde Kerk in Venhuizen
- de Sint-Jan de Doperkerk in Waalwijk
- de Ursulakerk in Welsrijp
- de Maranathakerk in Werkendam
- de Gereformeerde kerk in Woudsend
- het Anker in Zaltbommel
- de Goede Herderkerk in Zoeterwoude
- de Onze-Lieve-Vrouw-ten-Hemelopnemingskerk in Zuiddorpe

### Buiten Nederland
- de Nederlandse Kerk in Londen
- de Groote Kerk in Kaapstad, Zuid-Afrika